# Giacinto Maffei
Giacinto Maffei (21. dubna 1847 Pomarolo – 12. července 1910 Riva) byl rakouský římskokatolický duchovní a politik italské národnosti z Tyrolska (respektive z Jižního Tyrolska), na počátku 20. století poslanec Říšské rady.

## Biografie
Roku 1869 byl vysvěcen na kněze. Byl činný jako kooperátor v obcích Aldeno a Breguzzo, později coby farář v regionu Val di Ledro a Rendena. Od 15. ledna 1893 působil jako kazatel a městský farář v Rivě.
Působil i jako poslanec Říšské rady (celostátního parlamentu Předlitavska), kam usedl ve volbách roku 1901 za kurii venkovských obcí v Tyrolsku, obvod Roverto, Riva, Tione atd.
Ve volbách do Říšské rady roku 1901 se uvádí jako italský národní klerikál. Je zachycen na fotografii, publikované v květnu 1906 (ovšem pořízené cca v roce 1904), mezi 18 členy poslaneckého klubu Italské sjednocení (Italienische Vereinigung) na Říšské radě.
Zemřel v červenci 1910 po dlouhé nemoci.